# Няла (река)
Няла, Сигрека — река в России, протекает по территории Кестеньгского сельского поселения Лоухского района Республики Карелии. Длина реки — 25 км, площадь водосборного бассейна — 55,8 км².
Река берёт начало из ламбины без названия на высоте 126,2 м над уровнем моря.
Течёт преимущественно в юго-восточном направлении по заболоченной местности. В среднем течении протекает через озёра Серозеро, Ковдозеро и Нялла.
Река в общей сложности имеет семь малых притоков суммарной длиной 14 км.
Впадает на высоте 88,6 м над уровнем моря в озеро Кереть, из которого берёт начало река Кереть, впадающая в Белое море.
Населённые пункты на реке отсутствуют.
Код объекта в государственном водном реестре — 02020000712102000001653.